# Moara-Petit
Pour les articles homonymes, voir Moara (homonymie).
Moara-Petit est un village du département et la commune rurale de Gassan, situé dans la province du Nayala et la région de la Boucle du Mouhoun au Burkina Faso.